# Le Voyage de la famille Bourrichon
Le Voyage de la famille Bourrichon is een Franse stomme film uit 1913. De film werd geregisseerd door Georges Méliès.
De film is een bewerking van een variétékomedie van Eugène Labiche en in de stijl van de komedies van Max Linder. Dit was de allerlaatste film van Georges Méliès en werd als verloren beschouwd tot het jaar 2000, toen hij alsnog teruggevonden werd.